# Список прем'єр-міністрів Демократичної Республіки Конго
У статті подано список глав уряду Демократичної Республіки Конго (колишній Заїр) з моменту набуття незалежності 1960 року.

## Глави уряду
| Початок терміну   | Кінець терміну    | Прем'єр-міністр                  | Партія                        | Примітки                                          |
| ----------------- | ----------------- | -------------------------------- | ----------------------------- | ------------------------------------------------- |
| 24 червня 1960    | 5 вересня 1960    | Патріс Лумумба                   | Національний конголезький рух |                                                   |
| 12 вересня 1960   | 20 вересня 1960   | Жозеф Ілео                       | Національний конголезький рух |                                                   |
| 20 вересня 1960   | 9 лютого 1961     | Жан-Жустен Марі Бомбоко          |                               |                                                   |
| 9 лютого 1961     | 27 липня 1961     | Жозеф Ілео                       | Національний конголезький рух |                                                   |
| 2 серпня 1961     | 30 червня 1964    | Сіріл Адула                      | незалежний                    |                                                   |
| 10 липня 1964     | 13 жовтня 1965    | Моїз Чомбе                       | CONAKAT                       |                                                   |
| 18 жовтня 1965    | 14 листопада 1965 | Еварісте Кімба                   | BALUBAKAT                     |                                                   |
| 25 листопада 1965 | 26 жовтня 1966    | Леонард Муламба                  | військовик                    |                                                   |
| 1966              | 1977              | —                                |                               | Посаду скасовано                                  |
| Початок терміну   | Кінець терміну    | Головний комісар                 | Партія                        | Примітки                                          |
| 6 липня 1977      | 6 березня 1979    | Мпінга Касенда                   | MPR                           |                                                   |
| 6 березня 1979    | 27 серпня 1980    | Андре Бо-Боліко Локонга Мігамбо  | MPR                           |                                                   |
| 27 серпня 1980    | 23 квітня 1981    | Жан Нгуза Карл-І-Бонд            | MPR                           |                                                   |
| 23 квітня 1981    | 5 листопада 1982  | Жозеф Унтубе Н'сінга Уджуу       | MPR                           |                                                   |
| 5 листопада 1982  | 31 жовтня 1986    | Леон Кенго                       | MPR                           |                                                   |
| 27 січня 1987     | 7 березня 1988    | Мабі Мулумба                     | MPR                           |                                                   |
| 7 березня 1988    | 26 листопада 1988 | Жуль-Фонтейн Самбва Піда Нбангуї | MPR                           |                                                   |
| 26 листопада 1988 | 4 травня 1990     | Леон Кенго                       | MPR                           |                                                   |
| Початок терміну   | Кінець терміну    | Прем'єр-міністр                  | Партія                        | Примітки                                          |
| 4 травня 1990     | 1 квітня 1991     | Лунда Булулу                     | MPR                           |                                                   |
| 1 квітня 1991     | 29 вересня 1991   | Мулумба Лукожі                   | MPR                           |                                                   |
| 29 вересня 1991   | 1 листопада 1991  | Етьєн Тшісекеді                  | UDPS                          |                                                   |
| 1 листопада 1991  | 25 листопада 1991 | Бернардін Мунгул Діака           | RDR                           |                                                   |
| 25 листопада 1991 | 15 серпня 1992    | Жан Нгуза Карл-І-Бонд            | UFERI                         |                                                   |
| 15 серпня 1992    | 1 грудня 1992     | Етьєн Тшісекеді                  | UDPS                          |                                                   |
| 3 квітня 1993     | 14 січня 1994     | Фаустін Біріндва                 | UDPS                          |                                                   |
| 6 липня 1994      | 2 квітня 1997     | Леон Кенго                       | UDI                           |                                                   |
| 2 квітня 1997     | 9 квітня 1997     | Етьєн Тшісекеді                  | UDPS                          |                                                   |
| 9 квітня 1997     | 16 травня 1997    | Лікуліа Болонго                  | військовик                    |                                                   |
| 16 травня 1997    | 30 грудня 2006    | —                                |                               | Посаду скасовано                                  |
| 30 грудня 2006    | 10 жовтня 2008    | Антуан Гізенга                   | PALU                          | Посаду відновлено відповідно до нової конституції |
| 10 жовтня 2008    | 7 березня 2012    | Адольф Музіто                    | PALU                          |                                                   |
| 7 березня 2012    | 18 квітня 2012    | Луї Коягіало                     | PPRD                          | тимчасовий                                        |
| 18 квітня 2012    | 17 листопада 2016 | Агустін Матата Поньйо            | PPRD                          |                                                   |